# 吸血鬼特助：雷菲爾
《吸血鬼特助：雷菲爾》（英語：Renfield）是一部2023年美國喜劇恐怖片，講述德古拉伯爵的心腹雷菲爾在墜入愛河後決定離開工作崗位。電影由克里斯·麥凱執導，萊恩·里德利（Ryan Ridley）根據羅伯特·柯克曼的原創構想編寫劇本。主演陣容包括尼可拉斯·霍特、尼可拉斯·凱吉、奧卡菲娜、班·許瓦茲和亞德里恩·馬丁尼茲。
電影2023年4月14日在美國上映；外界給予的口碑褒貶不一，主要稱讚尼可拉斯·凱吉的演技，但批評劇情設計混亂。本片也因為票房未能打平6500萬美元的預算成為票房炸彈。

## 演員
- 尼可拉斯·霍特飾演R·M·雷菲爾（英语：Renfield）
- 尼可拉斯·凱吉飾演穿刺者弗拉德／德古拉伯爵
- 奧卡菲娜飾演蕾貝卡·昆西（Rebecca Quincy）
- 班·許瓦茲飾演泰迪·路波（Teddy Lobo）
- 亞德里恩·馬丁尼茲（英语：Adrian Martinez (actor)）飾演克里斯·馬可仕（Chris Marcos）
- 索瑞·安達斯魯飾演艾拉（Ella）
- 貝絲·勞斯（英语：Bess Rous）飾演凱特琳（Caitlyn）

## 製作

### 發展
環球怪物是環球影業1930年至1950年代主力製作的一系列恐怖電影。2014年7月，片商計劃重啟該系列，包括德古拉在內的角色都將納入共同宇宙「闇黑宇宙」之中，由艾力克斯·寇茲曼和克里斯·摩根主導開發。2014年的《德古拉：永咒傳奇》上映後，不再被列為共享宇宙作品，而是改成2017年的《神鬼傳奇》當作系列的首部電影。但《神鬼傳奇》在口碑和商業上被視為重大失利，導致環球影業決定將重點轉移至個人獨立故事上，捨棄了共享宇宙的概念。

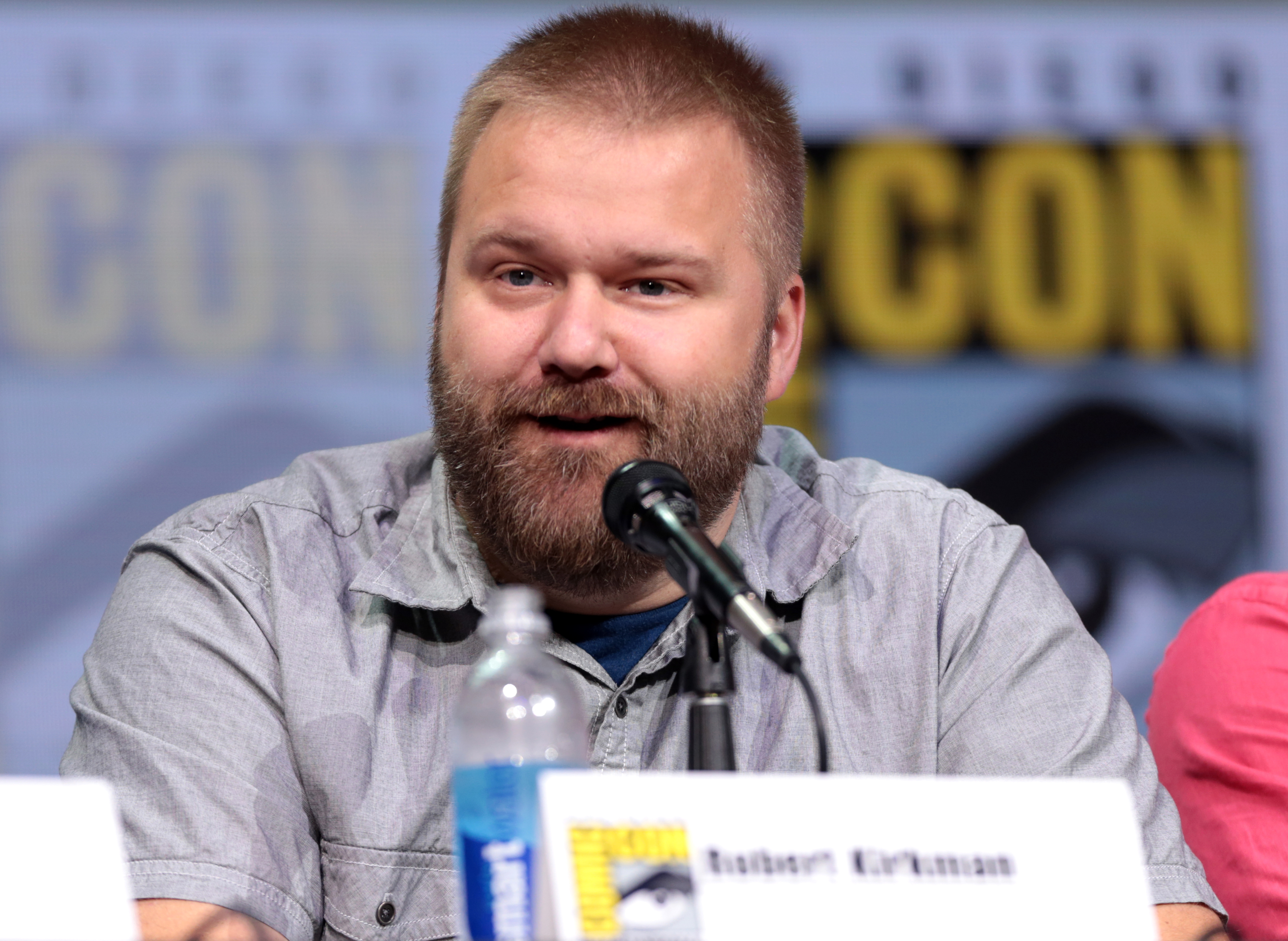
本片故事取自漫畫作家羅伯特·柯克曼的構想

2019年11月，戴克斯特·佛萊契被環球和天界娛樂聘為德古拉僕人雷菲爾電影的導演。劇本由萊恩·里德利（Ryan Ridley）根據羅伯特·柯克曼的原創構想所編寫。電影被描述為以喜劇方式呈現德古拉伯爵的世界，與塔伊加·維迪提電影《吸血鬼家庭屍篇》（2014年）有相似之處，但以雷菲爾的視角出發。2020年，雷·沃納爾的《隱形人》為環球影業取得了成功，環球怪物的重啟就此起步。2021年4月，佛萊契退出後，克里斯·麥凱接洽擔任導演。據報導，麥凱能成功地結合故事的幽默和動作，正符合「片商對料豐味足的期望」而順利被聘用。
「我們正在為環球影業製作這部以雷菲爾為主的酷炫電影，關於他是德古拉追隨者以及一份糟糕透頂工作的故事。我有拐杖且暴力得不行，可謂是部有趣、極其暴力的喜劇。」—羅伯特·柯克曼

### 選角
尼可拉斯·霍特2021年8月確定出演主角。尼可拉斯·凱吉11月簽約飾演德古拉伯爵；奧卡菲娜與班·許瓦茲12月參演；亞德里恩·馬丁尼茲、索瑞·安達斯魯及貝絲·勞斯確認於2022年初加入演出陣容。身為德古拉「頭號粉絲」並拜讀過原著小說的凱吉還透過觀察贝拉·卢戈西、法蘭·朗基拿和蓋瑞·歐德曼在大銀幕上詮釋德古拉的獨特方式來做準備。凱吉表示：「我能帶來什麼不同的東西？」「演得好或差的版本都已呈現在世人面前，那我們能做些什麼呢？所以我想將重心放在角色的肢體動作上，希望能以一種獨特的方式流行起來。」《美國狼人在倫敦》（1981年）、《午夜凶鈴》（1998年）以及《疾厄》（2021年）是凱吉詮釋該角的靈感來源。他補充：「能為角色帶來一些新意以及喜劇和恐怖的完美基調，這正合我所求。」本片象徵著凱吉自《3D惡靈戰警：復仇時刻》（2011年）後主演的首部大片商電影。

### 拍攝
主要拍攝2022年2月3日在路易斯安那州新奥尔良展開，米切爾·阿蒙森受聘擔任攝影指導。

## 發行
《吸血鬼特助：雷菲爾》2023年4月14日在美國上映，環球影業發行。
電影改編遊戲《吸血鬼特助：雷菲爾》（Renfield：Bring Your Own Blood）是一款彈幕射擊Roguelike遊戲，由超級貓工作室開發，天際遊戲發行，2023年4月12日在Microsoft Windows上發布。

## 反響

### 評價
爛番茄根據292條評論，本片獲得58%的新鮮度，平均得分5.8／10，觀眾投票獲得79%的分數，平均得分為4／5。在Metacritic上，本片獲得了53分。

## 外部連結
- 互联网电影数据库（IMDb）上《吸血鬼特助：雷菲爾》的资料（英文）
- Box Office Mojo上《吸血鬼特助：雷菲爾》的资料（英文）
- Metacritic上《吸血鬼特助：雷菲爾》的資料（英文）
- AllMovie上《吸血鬼特助：雷菲爾》的资料（英文）
- 爛番茄上《吸血鬼特助：雷菲爾》的資料（英文）
- 開眼電影網上《吸血鬼特助：雷菲爾》的資料（繁體中文）
- 豆瓣电影上《吸血鬼特助：雷菲爾》的資料 （简体中文）